# Колодка (село)
Колодка (укр. Колодка) — село в Мостисской городской общине Яворовского района Львовской области Украины.
Население по переписи 2001 года составляло 11 человек. Занимает площадь 0,092 км². Почтовый индекс — 81314. Телефонный код — 3234.